# スタッガード格子
スタッガード格子（スタッガードこうし、Staggered grid）は数値計算手法における計算格子配置の一つ。変数ごとの定義点をずらして設定することにより、誤差の成長を抑えようとする方法。スタガート格子、スダガード格子などと表記されることもある。
数値計算では、空間や時間などを連続量としてではなく離散的な情報として扱うことが多い。2つ以上の変数に関する偏微分方程式を、離散化された空間および時間に関して解く多変数偏微分方程式の数値解法(有限差分法)においては、変数間のカップリング安定性が低いと計算が破綻してしまう。スタッガード格子は変数間のカップリング安定性が高いため、流体解析や電磁波解析において広く用いられている。
数値計算における「安定」とは時間発展の問題において、時間ステップを進めていく際、いかなる誤差も成長しないということであり、安定性が高いとは、時間ステップに対する誤差の成長割合が信頼できるほど小さいということである。数値計算における誤差には丸め誤差、離散化誤差、打ち切り誤差がある。
スタッガード格子は安定性についての評価は高いが、計算精度や並列計算アルゴリズムの容易さなどの点では欠点も指摘されており、計算量が膨大になるようなモデルに用いるときには注意が必要である。

## 使用例
- 流体解析におけるSMAC（Simplified Marker and Cell）法
- 電磁波解析におけるFDTD（Finite Difference Time Domain）法